# Ioana Strungaru
Ioana Strungaru (nacida Ioana Crăciun, Trușești, 4 de enero de 1989) es una deportista rumana que compitió en remo.
Participó en los Juegos Olímpicos de Río de Janeiro 2016, obteniendo una medalla de bronce en la prueba de ocho con timonel.
Ganó tres medallas en el Campeonato Mundial de Remo entre los años 2009 y 2013, y seis medallas en el Campeonato Europeo de Remo entre los años 2009 y 2015.

## Palmarés internacional
| Juegos Olímpicos   | Juegos Olímpicos            | Juegos Olímpicos  | Juegos Olímpicos |
| Año                | Lugar                       | Medalla           | Prueba           |
| ------------------ | --------------------------- | ----------------- | ---------------- |
| 2016               | Río de Janeiro (Brasil)     | Medalla de bronce | Ocho con timonel |
| Campeonato Mundial |                             |                   |                  |
| Año                | Lugar                       | Medalla           | Prueba           |
| 2009               | Poznań (Polonia)            | Medalla de plata  | Ocho con timonel |
| 2010               | Cambridge (Nueva Zelanda)   | Medalla de bronce | Ocho con timonel |
| 2013               | Chungju (Corea del Sur)     | Medalla de plata  | Ocho con timonel |
| Campeonato Europeo |                             |                   |                  |
| Año                | Lugar                       | Medalla           | Prueba           |
| 2009               | Brest (Bielorrusia)         | Medalla de oro    | Ocho con timonel |
| 2010               | Montemor-o-Velho (Portugal) | Medalla de oro    | Ocho con timonel |
| 2011               | Plovdiv (Bulgaria)          | Medalla de bronce | Cuatro scull     |
| 2012               | Varese (Italia)             | Medalla de bronce | Cuatro scull     |
| 2014               | Belgrado (Serbia)           | Medalla de oro    | Ocho con timonel |
| 2015               | Poznań (Polonia)            | Medalla de bronce | Ocho con timonel |